# Zona umedă Insula Calinovăț
Zona umedă Insula Calinovăț este o arie de protecție specială avifaunistică de interes național ce corespunde categoriei a IV-a IUCN (rezervație naturală de tip faunistic), situată în Banat, pe teritotiul județului Caraș-Severin. Aria este încadrată în Regiunea Biogeografică Europeană, conform normelor europene.

## Localizare
Aria naturală se află pe teritoriul administrativ al comunei Pojejena (în partea vestică a satului Divici), în imediata apropiere a drumului național DN57A, care leagă satul Pojejena de Socol.

## Descriere
Rezervația naturală a fost declarată arie protejată prin Hotărârea de Guvern Nr. 2151 din 30 noiembrie 2004 (privind instituirea regimului de arie naturală protejată pentru noi zone) și se întinde pe o suprafață de 24 ha. Aceasta este inclusă în Parcul Natural Porțile de Fier, parc natural aflat pe suprafața teritorială a sitului de importanță comunitară Cursul Dunării - Baziaș - Porțile de Fier. 
Aria protejată reprezintă o insulă (Insula Calinovăț) cu energie mică de relief, luciu de apă, mlaștini, nisipuri și pietrișuri, cu pâlcuri de pădure (unde predomină specia arboricolă de răchită albă, Salix alba), cu floră și faună specifică zonelor umede. Insula Calinovăț asigură condiții de hrană, cuibărit și viețuire pentru mai multe specii de păsări migratoare, de pasaj sau sedentare.

## Biodiversitate
Rezervația naturală fost înființată în scopul protejării biodiversității și menținerii într-o stare de conservare favorabilă a florei și faunei sălbatice aflate în sud-vestul țării, în Clisura Dunării.
Fauna rezervației cuprinde o gamă diversă de păsări, pești, reptile și amfibieni; dintre care unele protejate la nivel european sau aflate pe lista roșie a IUCN.

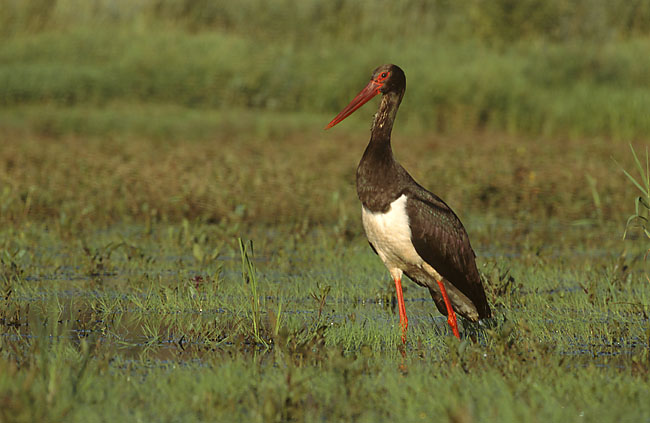
Barză neagră (Ciconia nigra)

Specii de păsări: egretă albă (Egretta alba), egretă mică (Egretta garzetta), cufundar mic (Gavia sttelata), cufundar polar (Gavia arctica), barză neagră (Ciconia nigra), lebădă de iarnă (Cygnus cygnus), ferestraș mic (Mergus albellus), gaia neagră (Milvus migrans), erete vânăt (Circus cyaneus), codalb (Haliaeetus albicilla), vultur pescar (Pandion haliaetus), șorecar mare (Buteo rufinus), cormoran mic (Phalacrocorax pygmeus).
Reptile și broaște: șarpe de apă (Natrix tesellata), buhai de baltă cu burtă roșie (Bombina bombina), brotăcel, broască țestoasă de baltă (Emys orbicularis), broască râioasă (Bufo bufo).
Specii de pești: țigănuș (Umbra krameri), porcușor de nisip(Romanogobio kesslerii), moioagă (Barbus petenyi), zvârlugă (Cobitis taenia), zglăvoacă (Cottus gobio), țipar (Misgurnus fossilis), avat (Aspius aspius).
Flora este constituită din arbori, ierburi și flori cu specii de: salcie albă (Salix alba), salcie roșie (Salix purpurea), plop alb (Populus alba), stuf (Phragmites australis), papură (Typha), crin de baltă (Botomus umbellatus), stânjenel de baltă (Iris pseudacorus) sau peștișoară (Salvinia natans)

## Căi de acces
- Drumul național (DN57) - Moldova Nouă - Măcești - Pojejena - se intră pe DN57A - se continuă spre Șușca - Divici, se urmează drumul, iar după cca. 4 km, pe partea stângă a acestuia se află rezervația.

## Monumente și atracții turistice
În vecinătatea ariei naturale se află câteva obiective de interes istoric, cultural și turistic; astfel:
- Biserica ortodoxă din Pojejena.
- Castrul roman de la Pojejena (sec. II - IV p. Chr., Epoca romană).
- Cetatea (sec. II a. Chr. - sec. I p. Chr., Latène, Cultura geto - dacică) și așezarea dacică (Latène, Cultura geto - dacică) de la Divici.
- Ariile protejate: Parcul Natural Porțile de Fier, Râpa cu lăstuni din Valea Divici și Divici - Pojejena.